# Paramachaerium
Paramachaerium là một chi rau đậu thuộc họ Fabaceae. 
Nó gồm các loài:
- Paramachaerium schunkei